# Criminal Case
Criminal Case é um jogo de objetos escondidos com temática detetive lançado em 15 de novembro de 2012 no Facebook. Uma versão para iOS foi lançada em todo o mundo em 28 de agosto de 2014, seguida por uma versão para Android, lançada em 15 de abril de 2015. Desenvolvido e publicado pelo estúdio francês Pretty Simple, Criminal Case tem mais de dez milhões de usuários médios mensais. Em 9 de dezembro de 2013, Criminal Case ganhou o prêmio de "Melhor Jogo do Facebook do Ano de 2013".

## Jogabilidade
O jogador age como um detetive para resolver assassinatos, encontrando pistas relevantes nas cenas do crime clicando em itens na cena. Maiores pontuações podem ser obtidas ao encontrar itens o mais rápido possível. As pontuações obtidas encherão a barra em cada cena. Preencher a barra dará Estrelas ao jogador, uma "moeda" no jogo que podem ser usadas para executar tarefas, como examinar provas e interrogar suspeitos. Durante este processo, o jogador também terá que encontrar as autópsias necessárias e análises que podem demorar algumas horas em tempo real para serem concluídas. Durante o caso, o jogador pode encontrar perfis de assassinos e dicas críticas que serão usadas para capturar o suspeito.
Na última etapa de cada caso, o jogador deve raciocinar qual dos suspeitos é o assassino, usando os perfis do assassino obtidos durante o decorrer do jogo. Ao identificar com sucesso o suspeito, o jogador pode eventualmente prosseguir para as etapas adicionais. Ao terminar as etapas adicionais com êxito, é permitido que o jogador passe para o próximo caso.
Há também elementos de quebra-cabeça para o jogo. Várias atividades de clicar-e-arrastar (chamadas de "mini-games forenses") são dadas para adicionar mais variedade à rotina do jogador. Cenas adicionais em cada caso podem ser desbloqueadas obtendo várias estrelas. Estas cenas adicionais são "rodadas bônus" com vários minigames.
Atualmente, existem mais de 250 casos no jogo, com 45 estrelas em cada caso (à exceção do primeiro caso, que tem 15 estrelas, e o segundo caso, que tem 30 estrelas). 3 medalhas e 3 anéis podem ser ganhos em cada caso. Medalhas de ouro podem ser obtidas em cada caso, ganhando todas as estrelas disponíveis em cada cena. Estas medalhas de ouro desbloqueiam vários pet shops, que permitem que o jogador compre cães policiais que podem ajudá-lo em cada caso, adicionando energia extra, pontos de experiência e cartas da sorte. Além disso, todas as estrelas restantes podem ser usadas para comprar energia, moedas e pacotes de figurinhas.
As cartas da sorte podem ser obtidas de amigos e serem trocadas por vários itens, incluindo pontos de experiência e dicas.
Várias características de progressão também são integradas no jogo, a mais relevante sendo o medidor de energia. Energia é necessária para investigar cenas de crime. Este medidor de energia pode ser preenchido por lanches, como sucos de laranja, batatas fritas e hambúrgueres. A barra de energia pode exceder o seu limite normal, permitindo que o jogador adicione muitos pontos de energia para ela, sem se preocupar que ela acabe rápido.

## Enredo
Criminal Case é ambientado em uma versão contemporânea fictícia do mundo, onde o jogador controla um protagonista silencioso – um policial novato anônimo cujo nome corresponde ao nome inserido pelo jogador no Facebook – e durante a história, o jogador deve investigar vários casos de assassinatos, desafiando obstáculos como assassinos implacáveis, serial killers e organizações secretas. Os casos do jogo são divididos em temporadas e capítulos, sendo apresentados no estilo de um romance visual.

### Grimsborough
Grimsborough é a primeira temporada do jogo, ambientado na fictícia cidade norte-americana de mesmo nome, sendo baseada na cidade de Nova Iorque, onde o jogador se junta ao detetive sênior David Jones no Departamento de Polícia de Grimsborough (GPD), investigando os casos em seis distritos: Industrial Area, Financial Center, Historical Center, University, Maple Heights e Airport.

### Pacific Bay
Pacific Bay é a segunda temporada do jogo, ambientado na fictícia cidade norte-americana de mesmo nome, sendo baseada na cidade de Los Angeles, Califórnia, onde o jogador se junta a detetive sênior Amy Young e ao detetive Frank Knight no Departamento de Polícia de Pacific Bay (PBPD), investigando os casos em dez distritos: Ocean Shore, Bayou Bleu, Inner City, Jazz Town, White Peaks, Ivywood Hills, Rhine Canyon, Innovation Valley, Paradise City e The Wastes.

### Save the World!
Save the World! (também conhecido como World Edition) é a terceira temporada do jogo, sendo ambientado em vários países mundiais, onde o jogador se junta ao The Bureau, a principal força policial especializada em crimes pelo mundo, onde ao lado do agente Jack Archer e da detetive Carmen Martinez, investiga os casos em nove continentes: Europa, Sahara Region, Eurasia, South Asia, East Asia, Oceania, Africa, South America e North America.

### Mysteries of the Past
Mysteries of the Past é a quarta temporada do jogo, ambientado na fictícia cidade norte-americana de Concordia, no século XIX durante a era vitoriana, onde o jogador se junta ao investigador sênior Isaac Bontemps e a detetive Maddie O'Malley na força de segurança Concordia Flying Squad e desvendar os casos em dez distritos: New Haven, Elysium Fields, Century Mile, Sinner's End, Coyote Gorge, Crimson Banks, Wolf Street, Grim Chapel, Ivory Hill e Capitol Peak.

### The Conspiracy
The Conspiracy é a quinta temporada do jogo, ambientado no ano de 2019, onde o jogador retorna a cidade de Grimsborough, porém mais contemporânea e tecnológica. Retomando a parceira do detetive David Jones e ao lado da detetive novata Gloria Hayes, o jogador investiga os casos agora em dez distritos: Fairview, Money Mile, The Greens, Old Town, Maple Heights, Misty Grove, University, Spring Fields, Airport e Newmark.

### Travel in Time
Travel in Time é a sexta temporada do jogo, ambientado no ano de 2029, onde o jogador se junta a Temporal Investigation, Management and Exploration Agency (T.I.M.E.), uma força de segurança futurista que investiga casos criminais no passado e no futuro com uma máquina do tempo, contanto com a ajuda de Jack Archer, retornando após a terceira temporada, e a novata Zara Tien, além do retorno de Marina Romanova, da terceira temporada, e Amy Young, da segunda temporada. Os casos são divididos por sete períodos históricos: Ancient Times, The 1960's, Renaissance, Altered Present, Age of Sail, Medieval Asia e The End.

### Supernatural Investigations
Supernatural Investigations é a sétima temporada do jogo, ambientado nos anos de 2019 e 2020, onde o jogador retorna ao presente e entra para a força de segurança independente Supernatural Hunters, onde atravessam os estados dos Estados Unidos investigando casos sobrenaturais envolvendo criaturas e elementos mitológicos, ao lado dos caçadores Luke Fernandez e Gwen Harper. Os casos são divididos por seis regiões: West, Southwest, The Rockies, Midwest, East e South.

### City of Romance
City of Romance é a oitava e última temporada do jogo, dessa vez ambientado em Paris, França, onde o jogador se junta a força de segurança francesa Parisian Police Squad (PPS) para trazer a paz na cidade do romance, ao lado dos oficiais Hugo Mercier e Carrie James. A cidade é dividida em seis distritos, cada tema renomeado com uma fase romântica: Fantasy, Attraction, Obsession, Jealousy, Separation e Engagement.

## Casos

### Grimsborough
| Episódio | Título                     | Distrito          |
| -------- | -------------------------- | ----------------- |
| #1       | The Death of Rosa Wolf     | Industrial Area   |
| #2       | Corpse in the Garden       | Industrial Area   |
| #3       | The Grim Butcher           | Industrial Area   |
| #4       | The Dockyard Killer        | Industrial Area   |
| #5       | A Russian Case             | Industrial Area   |
| #6       | Good Cop Dead Cop          | Industrial Area   |
| #7       | Death by Crucifixion       | Industrial Area   |
| #8       | Beautiful No More          | Industrial Area   |
| #9       | Burned to the Bone         | Industrial Area   |
| #10      | Under the Knife            | Industrial Area   |
| #11      | Into the Viper's Nest      | Industrial Area   |
| #12      | Blood on the Trading Floor | Financial Center  |
| #13      | Bomb Alert on Grimsborough | Financial Center  |
| #14      | Fashion Victim             | Financial Center  |
| #15      | Family Blood               | Financial Center  |
| #16      | The Kiss of Death          | Financial Center  |
| #17      | The Last Supper            | Financial Center  |
| #18      | In the Dead of Night       | Financial Center  |
| #19      | Innocence Lost             | Financial Center  |
| #20      | A Deadly Game              | Financial Center  |
| #21      | The Secret Experiments     | Financial Center  |
| #22      | To Die or Not to Die       | Historical Center |
| #23      | The Final Journey          | Historical Center |
| #24      | Anatomy of a Murder        | Historical Center |
| #25      | The Ghost of Grimsborough  | Historical Center |
| #26      | The Summoning              | Historical Center |
| #27      | The Lake's Bride           | Historical Center |
| #28      | The Haunting of Elm Manor  | Historical Center |
| #29      | No Smoke Without Fire      | Historical Center |
| #30      | The Wollcraft's Creature   | Historical Center |
| #31      | Dog Eat Dog                | Historical Center |
| #32      | Murder on Campus           | University        |
| #33      | Killing Me Softly          | University        |
| #34      | Dead Man Running           | University        |
| #35      | At the End of the Rope     | University        |
| #36      | The Devil's Playground     | University        |
| #37      | The Reaper and the Geek    | University        |
| #38      | Spring Break Massacre      | University        |
| #39      | Marked for Death           | University        |
| #40      | An Elementary Murder       | University        |
| #41      | The Rorschach Reaper       | University        |
| #42      | Blood and Glory            | Maple Heights     |
| #43      | Troubled Waters            | Maple Heights     |
| #44      | The Scent of Death         | Maple Heights     |
| #45      | A Shot of Beauty           | Maple Heights     |
| #46      | Drive, Swing, Die          | Maple Heights     |
| #47      | One Wedding and a Funeral  | Maple Heights     |
| #48      | Good Girls Don't Die       | Maple Heights     |
| #49      | All the King's Horses      | Maple Heights     |
| #50      | Snakes on the Stage        | Maple Heights     |
| #51      | It All Ends Here           | Maple Heights     |
| #52      | A Brave New World          | Airport           |
| #53      | Burying the Hatchet        | Airport           |
| #54      | The Poisoned Truth         | Airport           |
| #55      | Ashes to Ashes             | Airport           |
| #56      | There Will Be Blood        | Airport           |

### Pacific Bay
| Episódio | Título                         | Distrito          |
| -------- | ------------------------------ | ----------------- |
| #1       | Shark Attack!                  | Ocean Shore       |
| #2       | Death on Wheels                | Ocean Shore       |
| #3       | What Dies Beneath              | Ocean Shore       |
| #4       | Dead Girl Rolling              | Ocean Shore       |
| #5       | The Ice Queen                  | Ocean Shore       |
| #6       | Bayou Blood                    | Bayou Bleu        |
| #7       | Easy Prey                      | Bayou Bleu        |
| #8       | The Root of All Evil           | Bayou Bleu        |
| #9       | Death by Moonshine             | Bayou Bleu        |
| #10      | Smoke and Mirrors              | Bayou Bleu        |
| #11      | Heartless                      | Inner City        |
| #12      | Payback                        | Inner City        |
| #13      | Eastern Promises               | Inner City        |
| #14      | Spineless                      | Inner City        |
| #15      | Murder-Go-Round                | Inner City        |
| #16      | Killing Time                   | Inner City        |
| #17      | Under the Skin                 | Inner City        |
| #18      | After the Storm                | Jazz Town         |
| #19      | Cloudy with a Chance of Murder | Jazz Town         |
| #20      | Open the Wounds                | Jazz Town         |
| #21      | Under the Thunderdome          | Jazz Town         |
| #22      | Of Rats and Men                | Jazz Town         |
| #23      | The Eye of the Storm           | Jazz Town         |
| #24      | Hanging by a Thread            | Jazz Town         |
| #25      | Leap of Death                  | White Peaks       |
| #26      | Hearts of Ice                  | White Peaks       |
| #27      | Into the Woods                 | White Peaks       |
| #28      | The Hunger Planes              | White Peaks       |
| #29      | The White Peaks Project        | White Peaks       |
| #30      | The End of the Night           | White Peaks       |
| #31      | The Young and the Lifeless     | Ivywood Hills     |
| #32      | Once Upon a Crime              | Ivywood Hills     |
| #33      | Wild Wild Death                | Ivywood Hills     |
| #34      | Murdertown                     | Ivywood Hills     |
| #35      | Star Crime                     | Ivywood Hills     |
| #36      | Deadly Legacy                  | Ivywood Hills     |
| #37      | The Ship of Dreams             | Ivywood Hills     |
| #38      | Dead Carpet                    | Ivywood Hills     |
| #39      | Road to Nowhere                | Rhine Canyon      |
| #40      | Temple of Doom                 | Rhine Canyon      |
| #41      | The Seeds of Death             | Rhine Canyon      |
| #42      | Crystal Death                  | Rhine Canyon      |
| #43      | Dead Space                     | Rhine Canyon      |
| #44      | The Ties That Bind             | Rhine Canyon      |
| #45      | No Place Like Home             | Rhine Canyon      |
| #46      | Smart Money                    | Innovation Valley |
| #47      | Uncivil Rights                 | Innovation Valley |
| #48      | Blood in the Blender           | Innovation Valley |
| #49      | Immortal Sin                   | Innovation Valley |
| #50      | Programmed to Kill             | Innovation Valley |
| #51      | Killer Takes All               | Paradise City     |
| #52      | Death at the Circus            | Paradise City     |
| #53      | Death by Martini               | Paradise City     |
| #54      | Blood Diamond                  | Paradise City     |
| #55      | No Honor Among Thieves         | Paradise City     |
| #56      | A Killer Among Us              | Paradise City     |
| #57      | Into the Wastes                | The Wastes        |
| #58      | The Sting of Death             | The Wastes        |
| #59      | The Final Countdown            | The Wastes        |

### Save the World!
| Episódio | Título                     | Continente    |
| -------- | -------------------------- | ------------- |
| #1       | God Save the Prince        | Europe        |
| #2       | Off with Their Heads       | Europe        |
| #3       | Auf Wieder-Slain           | Europe        |
| #4       | Murder's Cheap             | Europe        |
| #5       | When Shadows Fall          | Europe        |
| #6       | The Impossible Dream       | Europe        |
| #7       | Murder by Proxy            | Sahara Region |
| #8       | Death in the Desert        | Sahara Region |
| #9       | Killing Spring             | Sahara Region |
| #10      | I Spy a Mummy              | Sahara Region |
| #11      | The Parting Shot           | Sahara Region |
| #12      | Die by the Sword           | Sahara Region |
| #13      | Moscow Mole                | Eurasia       |
| #14      | Only Truth Remains         | Eurasia       |
| #15      | O Deadly Night             | Eurasia       |
| #16      | Fast Track to Murder       | Eurasia       |
| #17      | Horseback Mountain         | Eurasia       |
| #18      | Countdown to Murder        | Eurasia       |
| #19      | Bad Medicine               | South Asia    |
| #20      | Treacherous Waters         | South Asia    |
| #21      | Plagued by Death           | South Asia    |
| #22      | Bloodywood                 | South Asia    |
| #23      | Peace and Dead Quiet       | South Asia    |
| #24      | Insides Out                | South Asia    |
| #25      | The Killer in the Rice     | East Asia     |
| #26      | Dead in the Water          | East Asia     |
| #27      | A Twist of Fate            | East Asia     |
| #28      | Oh! Crazy Kill!            | East Asia     |
| #29      | A Death Wish               | East Asia     |
| #30      | The Murder Games           | East Asia     |
| #31      | Death Match                | Oceania       |
| #32      | A Stab in the Dark         | Oceania       |
| #33      | The Sweet Escape           | Oceania       |
| #34      | Speak, Friend, and Die     | Oceania       |
| #34      | Six Feet Down Under        | Oceania       |
| #35      | Out of the Blue            | Oceania       |
| #36      | Crash and Burn             | Africa        |
| #37      | The Circle of Death        | Africa        |
| #38      | Kicking the Bucket         | Africa        |
| #39      | Diamond in the Rough       | Africa        |
| #40      | Going the Distance         | Africa        |
| #41      | In Plain Sight             | Africa        |
| #42      | Ice Rage                   | South America |
| #43      | Murder, He Wrote           | South America |
| #44      | Shadow Nation              | South America |
| #45      | Total Eclipse of the Heart | South America |
| #46      | Cheaters Never Win         | South America |
| #47      | The King's Shadow          | South America |
| #48      | Day of the Dead            | North America |
| #49      | Up in Smoke                | North America |
| #50      | Lifeless in Seattle        | North America |
| #51      | Double Trouble             | North America |
| #52      | Politically Incorrect      | North America |
| #53      | Operation Skyfall          | North America |
| #54      | Down to the Wire           | North America |
| #55      | The Darkest Hour           | North America |

### Mysteries of the Past
| Episódio | Título                       | Distrito       |
| -------- | ---------------------------- | -------------- |
| #1       | Welcome to Concordia!        | New Haven      |
| #2       | Slash and Burn               | New Haven      |
| #3       | In the Line of Fire          | New Haven      |
| #4       | A Murder Carol               | New Haven      |
| #5       | Shear Murder                 | New Haven      |
| #6       | In the Name of the Father    | New Haven      |
| #7       | Let Me Down Gently           | Elysium Fields |
| #8       | The Talking Dead             | Elysium Fields |
| #9       | Sweet Revenge                | Elysium Fields |
| #10      | Let Her Eat Cake             | Elysium Fields |
| #11      | That Sinking Feeling         | Elysium Fields |
| #12      | Behind the Mask              | Elysium Fields |
| #13      | Breaking the Glass Ceiling   | Century Mile   |
| #14      | Checkmate                    | Century Mile   |
| #15      | Out of Steam                 | Century Mile   |
| #16      | Monkey Business              | Century Mile   |
| #17      | Electrical Hazard            | Century Mile   |
| #18      | The Higher You Rise          | Century Mile   |
| #19      | Sinners and Saints           | Sinner's End   |
| #20      | Eyes Wide Shut               | Sinner's End   |
| #21      | Blue Blazes                  | Sinner's End   |
| #22      | Overkill                     | Sinner's End   |
| #23      | Death Is a Cabaret           | Sinner's End   |
| #24      | Slayer's End                 | Sinner's End   |
| #25      | Death Without Parole         | Coyote Gorge   |
| #26      | Giving Up the Ghost          | Coyote Gorge   |
| #27      | Little Murder on the Prairie | Coyote Gorge   |
| #28      | 3:10 to Death                | Coyote Gorge   |
| #29      | Blood Bath                   | Coyote Gorge   |
| #30      | How the East Was Won         | Coyote Gorge   |
| #31      | Bridge over Troubled Water   | Crimson Banks  |
| #32      | Civil Blood                  | Crimson Banks  |
| #33      | Hold Your Tongue             | Crimson Banks  |
| #34      | Stick to Your Guns           | Crimson Banks  |
| #35      | Burning Bridges              | Crimson Banks  |
| #36      | In Love and War              | Crimson Banks  |
| #37      | Death Comes to Lunch         | Wolf Street    |
| #38      | Stockbroken                  | Wolf Street    |
| #39      | Apprehend Me If You're Able  | Wolf Street    |
| #40      | Get Off Your High Horse      | Wolf Street    |
| #41      | Talk of the Town             | Wolf Street    |
| #42      | The Heart of the Matter      | Wolf Street    |
| #43      | The Witching Hour            | Grim Chapel    |
| #44      | Graveyard Shift              | Grim Chapel    |
| #45      | Doctor, Interrupted          | Grim Chapel    |
| #46      | Turn for the Worse           | Grim Chapel    |
| #47      | Doom Service                 | Grim Chapel    |
| #48      | Unsafe Haven                 | Grim Chapel    |
| #49      | The Machiavellian Candidate  | Ivory Hill     |
| #50      | The Swan Song                | Ivory Hill     |
| #51      | Tipping the Scales           | Ivory Hill     |
| #52      | A Study in Pink              | Ivory Hill     |
| #53      | A Family Affair              | Ivory Hill     |
| #54      | Arrow of Injustice           | Ivory Hill     |
| #55      | The New Truth!               | Capitol Peak   |
| #56      | Resistance Is Fatal          | Capitol Peak   |
| #57      | One Dead More                | Capitol Peak   |
| #58      | Inglorious Justice           | Capitol Peak   |
| #59      | Best Laid Plans              | Capitol Peak   |
| #60      | Last Stand for Justice       | Capitol Peak   |

### The Conspiracy
| Episódio | Título                      | Distrito      |
| -------- | --------------------------- | ------------- |
| #1       | Snake in the Grass          | Fairview      |
| #2       | Hell Is Other People        | Fairview      |
| #3       | The Saddest of All Keys     | Fairview      |
| #4       | Cross My Heart              | Fairview      |
| #5       | Too Cruel for School        | Fairview      |
| #6       | Hear My Cry                 | Fairview      |
| #7       | Flatline                    | Money Mile    |
| #8       | Stonewalled                 | Money Mile    |
| #9       | Shooting Star               | Money Mile    |
| #10      | The Bloom of Doom           | Money Mile    |
| #11      | Hot Mess                    | Money Mile    |
| #12      | The Art of Murder           | Money Mile    |
| #13      | Gone Pear-Shaped            | The Greens    |
| #14      | Byte the Dust               | The Greens    |
| #15      | Murder on the Dance Floor   | The Greens    |
| #16      | Buzz Kill                   | The Greens    |
| #17      | Downward-Facing Dead        | The Greens    |
| #18      | Game Over                   | The Greens    |
| #19      | The Lost City               | Old Town      |
| #20      | No Mercy for Old Men        | Old Town      |
| #21      | Writer's Blocked            | Old Town      |
| #22      | Color Me Murdered           | Old Town      |
| #23      | I Lost My Heart in Xerda    | Old Town      |
| #24      | The Truth Hurts             | Old Town      |
| #25      | Muddying the Waters         | Maple Heights |
| #26      | Bone of Contention          | Maple Heights |
| #27      | Behind These Walls          | Maple Heights |
| #28      | Dead Men Tell No Tales      | Maple Heights |
| #29      | Light My Fire               | Maple Heights |
| #30      | Blood in the Water          | Maple Heights |
| #31      | Domesday                    | Misty Grove   |
| #32      | Things Fall Apart           | Misty Grove   |
| #33      | A Rock and a Hard Place     | Misty Grove   |
| #34      | Death in My Hand            | Misty Grove   |
| #35      | In Cold Blood               | Misty Grove   |
| #36      | Up in Flames                | Misty Grove   |
| #37      | Final Cut                   | University    |
| #38      | Pain in the Neck            | University    |
| #39      | Deadeye                     | University    |
| #40      | Game, Set, Murder           | University    |
| #41      | Trick or Treat              | University    |
| #42      | Lashing Out                 | University    |
| #43      | Fields of Murder            | Spring Fields |
| #44      | A Crime Like No Udder       | Spring Fields |
| #45      | A Pointy End                | Spring Fields |
| #46      | Like a Pig to the Slaughter | Spring Fields |
| #47      | In Vino Veritas             | Spring Fields |
| #48      | To Kingdom Come             | Spring Fields |
| #49      | Dearly Departured           | Airport       |
| #50      | Lights Out                  | Airport       |
| #51      | Out of Breath               | Airport       |
| #52      | Head Case                   | Airport       |
| #53      | Playing Dead                | Airport       |
| #54      | Breaking News               | Airport       |
| #55      | Running Scared              | Newmark       |
| #56      | To Eternity and Beyond      | Newmark       |
| #57      | Reap What You Sow           | Newmark       |
| #58      | Extinguished                | Newmark       |
| #59      | Eve of Disaster             | Newmark       |
| #60      | Blaze of Glory              | Newmark       |

### Travel in Time
| Episódio | Título                          | Período Histórico |
| -------- | ------------------------------- | ----------------- |
| #1       | Death as Old as Time            | Ancient Times     |
| #2       | Stranded in Gaul                | Ancient Times     |
| #3       | When in Rome                    | Ancient Times     |
| #4       | A Greek Tragedy                 | Ancient Times     |
| #5       | Egypt Is Burning                | Ancient Times     |
| #6       | Summer of Death                 | The 1960s         |
| #7       | Gone in 30 Seconds              | The 1960s         |
| #8       | Houston, We Have a Problem      | The 1960s         |
| #9       | What Happens in Vegas...        | The 1960s         |
| #10      | Crime and Punishment            | The 1960s         |
| #11      | A Tudor Murder                  | Renaissance       |
| #12      | Hell to Pay                     | Renaissance       |
| #13      | Murder Is No Joke               | Renaissance       |
| #14      | Pride Comes Before the Fall     | Renaissance       |
| #15      | Till Death Do Us Part           | Renaissance       |
| #16      | Back to the Future              | Altered Present   |
| #17      | Rebel Without a Pulse           | Altered Present   |
| #18      | Bash of the Year                | Altered Present   |
| #19      | Fake News                       | Altered Present   |
| #20      | Fool's Gold                     | Altered Present   |
| #21      | Anchors Aweigh!                 | Age of Sail       |
| #22      | A Pirate's Death for Me         | Age of Sail       |
| #23      | Shipwrecked!                    | Age of Sail       |
| #24      | Bewitched, Bothered, Bewildered | Age of Sail       |
| #25      | Going Once, Going Twice, Dead!  | Age of Sail       |
| #26      | A Mongolian Tale                | Medieval Asia     |
| #27      | Fountain of Death               | Medieval Asia     |
| #28      | For Whom the Bells Tolls        | Medieval Asia     |
| #29      | A Slice of Death                | Medieval Asia     |
| #30      | The Wrath of Khan               | Medieval Asia     |
| #31      | Time's Up                       | The End           |

### Supernatural Investigations
A sétima temporada possui 30 casos para investigar, atravessando os Estados Unidos divididos em seis regiões. West (Costa Oeste dos Estados Unidos) abrange os estados de Washington, Óregon, Nevada e Califórnia; Southwest (Região Sudoeste dos Estados Unidos) abrange os estados do Arizona, Novo México e Texas; The Rockies (Estados Montanhosos) abrange os estados do Colorado, Utah, Idaho, Montana e Wyoming; Midwest (Região Centro-Oeste dos Estados Unidos) abrange os estados de Minnesota, Illinois, Iowa, Kansas e Indiana; East (Costa Leste dos Estados Unidos) abrange os estados da Pensilvânia, Nova Iorque, Massachusetts, Washington, D.C. e Virgínia; e South (Região Sul dos Estados Unidos) abrange os estados da Carolina do Sul, Geórgia, Flórida e Mississippi.
| Episódio | Título                      | Região      |
| -------- | --------------------------- | ----------- |
| #1       | Blood Lust                  | West        |
| #2       | One Bigfoot in the Grave    | West        |
| #3       | The Curse of Black Ridge    | West        |
| #4       | Hour of the Wolf            | West        |
| #5       | Immortal Combat             | West        |
| #6       | Bad Vibes                   | Southwest   |
| #7       | Gut Out                     | Southwest   |
| #8       | Hashtag Murder              | Southwest   |
| #9       | Mad World                   | Southwest   |
| #10      | The Ghost of Murders Past   | Southwest   |
| #11      | A One-Wolf Open Slay        | The Rockies |
| #12      | Dead Heat                   | The Rockies |
| #13      | Weirder Stuff               | The Rockies |
| #14      | Winter Murderland           | The Rockies |
| #15      | The Tree of Death           | The Rockies |
| #16      | This American Death         | Midwest     |
| #17      | Don't Die over Spilled Milk | Midwest     |
| #18      | Over the Edge               | Midwest     |
| #19      | A Murder of Crows           | Midwest     |
| #20      | Scry for Help               | Midwest     |
| #21      | No Leg to Stand On          | East        |
| #22      | Niagara Fallen              | East        |
| #23      | Hocus Pocus                 | East        |
| #24      | Scarab to Death             | East        |
| #25      | The Third Degree            | East        |
| #26      | Death at a Funeral          | South       |
| #27      | To the Lighthouse           | South       |
| #28      | The Haunted Hunter          | South       |
| #29      | Divided We Fall             | South       |
| #30      | To Hell and Back            | South       |

### City of Romance
| Episódio | Título                 | Distrito   |
| -------- | ---------------------- | ---------- |
| #1       | Corpse Chic            | Fantasy    |
| #2       | Murder à la Mode       | Fantasy    |
| #3       | Making the Cut         | Fantasy    |
| #4       | Party Like It's 1699   | Fantasy    |
| #5       | Death by Design        | Fantasy    |
| #6       | The Show Must Go On    | Attraction |
| #7       | Beastly Behavior       | Attraction |
| #8       | Dressed to Be Killed   | Attraction |
| #9       | Die in the Sky         | Attraction |
| #10      | Juggling With Death    | Attraction |
| #11      | A Priceless Murder     | Obsession  |
| #12      | Inglorious Batard      | Obsession  |
| #13      | Queen of Hearts        | Obsession  |
| #14      | Out with a Bang        | Jealousy   |
| #15      | Slay it with Flowers   | Jealousy   |
| #16      | Early Checkout         | Separation |
| #17      | It All Comes to a Head | Engagement |

## Popularidade
Em 2013, Criminal Case atraiu mais de dez milhões de usuários médios mensais e tornou-se altamente competitivo com Candy Crush Saga, o jogo mais popular no Facebook, com mais de 46 milhões de usuários médios mensais.
Em 9 de dezembro de 2013, Criminal Case ganhou o prêmio Melhor Jogo do Facebook do Ano de 2013. O jogo tem uma quota de 40% dos usuários do Facebook.
Algumas razões citadas para o sucesso do jogo incluem suas cenas de crime gráficas e suas narrativas significativas.